# 俞中江
俞中江（约1965年—），中华人民共和国企业家，浙江省建德人。2014年因骗取贷款、票据承兑、金融票证罪，非法吸收公众存款罪，行贿罪，被杭州市下城区人民法院一审判处有期徒刑二十年，并处罚金250万元；杭州市中级人民法院于翌年1月裁定驳回上诉，维持原判。

## 生平
俞中江是出租车司机出身，凭借香精香料行业发家。俞中江于2000年成立杭州友邦香料香精有限公司，曾被评为“杭州市高新技术企业”，后在新加坡借壳上市成功，年营业额1亿元。2002年在杭州成立浙江中江控股有限公司，涉足贸易、旅游、服务等领域，开始多元化经营。2003年中江控股投資千島湖通用機場。2008年大举进军房地产领域，受到房地产市场调控和紧缩的影响，房价大跌，成为俞中江资金链断裂的开端。2010年至2011年，俞中江通过伪造财务报表及审计报告、虚构资金用途、伪造项目合同等手段骗取多家商业银行的资金，初步统计结果显示“中江系”债务规模近80亿元，为杭州历来最大宗。其中银行贷款约50亿元，中国建设银行一家的贷款规模就有人民币近30亿元，受其波及最大。俞中江为了借新还旧和维持项目运转，还向建德、温州以及北京的民间共借贷了约25亿元。
俞中江于2012年1月11日被取保候审，同年6月14日被刑事拘留，同年7月20日被逮捕。杭州市下城区人民检察院于2014年3月提起公诉，杭州市下城区人民法院于同月立案，并在同年5月29日和8月28日公开审理本案。2014年9月4日下城区法院作出一审判决：俞中江犯非法吸收公众存款罪，判处有期徒刑九年六个月，并处罚金人民币50万元；犯骗取贷款、票据承兑、金融票证罪，判处有期徒刑六年六个月，并处罚金人民币200万元；犯行贿罪，判处有期徒刑七年六个月，决定执行有期徒刑二十年，并处罚金人民币250万元。
和俞中江一同受审的还有俞中江之妻徐赛兰和中江控股副总经理玄飞。徐赛兰因从中协助，被判处有期徒刑十四年，并处罚金人民币200万元；玄飞因职务侵占罪、骗取票据承兑罪被判处有期徒刑十三年，并处罚金人民币50万元，没收财产人民币150万元。三人均不服判决并提出上诉，杭州市中级人民法院于2015年1月26日作出终审裁定，驳回三人之上诉，维持原判。

## “中江系”企业
根据法院判决，俞中江以直接持股或隐名持股方式实际控制了30家企业，且这些企业存在股权结构、企业控制、经营管理、资产运作、财务管理、人事管理等各个方面存在人格高度混同、利益不当或非法转移及分配的情况。虽然这30家企业在工商登记时为彼此独立的企业法人，但因关联公司的财产无法区分，丧失独立人格，2013年法院在破产程序中宣判这些企业合并重整。
以下为俞中江实际控制的“中江系”企业名单：
- 浙江中江控股有限公司
- 杭州锦绣天地房地产开发有限公司
- 杭州友邦香料香精有限公司
- 恩氏香料香精（浙江）有限公司
- 杭州金星房地产开发有限公司
- 浙江吉宝置业有限公司
- 浙江汇和新能源有限公司
- 浙江宏天酒店管理有限公司
- 浙江通洲石化有限公司
- 浙江恒华实业发展有限公司
- 杭州华佐投资管理有限公司
- 杭州圣汉贸易有限公司
- 杭州天美商务咨询有限公司
- 浙江中盛担保有限公司
- 杭州六熙实业有限公司
- 杭州知恩实业有限公司
- 浙江耀阳贸易有限公司
- 浙江天美担保有限公司
- 杭州悦江实业有限公司
- 杭州温德姆豪廷酒店管理有限公司
- 杭州维西克精细化学品有限公司
- 杭州时尚天地商务酒店管理有限公司
- 杭州锦绣天地经营管理有限公司
- 杭州和美投资咨询有限公司
- 锦绣天地酒店管理有限公司
- 杭州宝坤实业有限公司
- 杭州麦林实业有限公司
- 建德伊泰环境工程有限公司
- 浙江爵悦贸易有限公司
- 建德市豪廷景天大酒店有限公司